# Colonia la Antorcha
Colonia la Antorcha är en ort i Mexiko.   Den ligger i kommunen Lázaro Cárdenas och delstaten Michoacán de Ocampo, i den södra delen av landet, 400 km väster om huvudstaden Mexico City. Colonia la Antorcha ligger 15 meter över havet och antalet invånare är 178.
Terrängen runt Colonia la Antorcha är platt åt sydost, men åt nordväst är den kuperad. Runt Colonia la Antorcha är det ganska tätbefolkat, med 134 invånare per kvadratkilometer. Närmaste större samhälle är Lázaro Cárdenas, 3,7 km sydost om Colonia la Antorcha. Omgivningarna runt Colonia la Antorcha är en mosaik av jordbruksmark och naturlig växtlighet.